# Alexandru Teriachiu
Alexandru Teriachiu (n. 1829, Tecuci – d. 2 martie 1893, București) a fost un diplomat și om politic român, care a îndeplinit mai multe funcții ministeriale în mai multe guverne, printre care se pot enumera cea de ministru al cultelor și cele de ministru de interne și externe.

## Biografie
Alexandru Teriachiu s-a născut în anul 1829, în orașul Tecuci. Și-a făcut studiile universitare la Paris, numărându-se și printre membrii Societății studenților români (1846-1848).
Reîntors în Moldova, a militat pentru unirea celor două Principate, fiind membru al Comitetului Unirii din Tecuci, deputat și secretar al Adunării ad-hoc a Moldovei, membru al Divanului domnesc (1856), director în Ministerul de Interne (noiembrie 1858) și membru al Adunării Elective (ianuarie 1859).
După Unirea Principatelor din 24 ianuarie 1859, Alexandru Teriachiu îndeplinește funcțiile de ministru al cultelor și instrucțiunii publice (27 aprilie 1859 - 3 aprilie 1860) și ministru de externe ad-interim (14 martie - 3 aprilie 1860) în guvernele conduse de Manolache Costache Epureanu la Iași. După îndepărtarea domnitorului Alexandru Ioan Cuza, a mai fost ministru al afacerilor străine (17 august - 12 noiembrie 1867) în guvernul Ștefan Golescu și ministru de interne (20 iulie 1880 - 9 aprilie 1881) în guvernul Ion C. Brătianu (3).
Alexandru Teriachiu a fost unul din membrii coaliției de la Mazar Pașa care a pus bazele P.N.L. în 1875, fiind ales de mai multe ori deputat sau senator pe listele acestui partid. Între anii 1886 și 1889 a îndeplinit mandatul de ministru plenipotențiar al României la Atena. A încetat din viață la data de 2 martie 1893, în orașul București.

## Aprecieri
„Laborios, sobru, experimentat în treburile administrației, Al. Teriachiu s-a consacrat cu toată însuflețirea complexei opere de guvernare a României.”—Stelian Neagoe